# Notes de l'enfer
 (septembre 2017).
Notes de l'enfer (en bulgare Записки от ада, en anglais Notes from Hell) est un récit biographique écrit en 2009 par Nikolay Yordanov et Valya Tchervényachka au sujet de sa vie dans plusieurs prisons libyennes lors de l'affaire des infirmières bulgares. 
Le récit présente les événements pendant les huit années et demi passées derrière les barreaux sous la domination de Mouammar Kadhafi. Tchervényachka ainsi que six autres professionnels de la santé ont été accusés d'être impliqués dans le meurtre en masse de centaines d'enfants libyens en les infectant délibérément avec le VIH dans un hôpital de Benghazi. Elle a été condamnée à mort à plusieurs reprises entre 2002 et 2007 et ensuite libérée après des négociations politiques le 24 juillet 2007. Le président français Nicolas Sarkozy et la Première Dame de France Cécilia Attias ont joué un rôle crucial dans les négociations. Le livre a été publié en français le 10 octobre 2017.

## Création
Yordanov a rencontré Tchervényachka lors du tournage de l'émission de télévision Clairvoyants en 2008, et lui a proposé d'écrire  le livre ensemble. Pour ce faire, ils se rencontraient dans l'appartement de la fille de Tchervényachka à Sofia. Le processus a pris un an et demi et la première édition est parue en novembre 2009.

## A propos du livre
En 1999, dix-sept infirmières bulgares ont été enlevées dans un hôpital de Benghazi, en Libye, où elles travaillaient et ont été confinées dans un poste de police de la capitale Tripoli. Au cours des huit prochaines années et demi, cinq infirmières, y compris Tchervényachka, sont détenues dans plusieurs prisons accusées d'avoir infecté délibérément plus de 400 enfants avec le VIH. Elles ont survécu à la torture, aux abus physiques et mentaux et à plusieurs condamnations à mort, avant leur libération en 2007. Tchervényachka a raconté son histoire à son coauteur un an après son retour en Bulgarie.
Notes de l'enfer est l'histoire d'une femme ordinaire dont le visage est devenu familier au monde entier. Le livre raconte son travail à Benghazi, les raisons de l'infection des enfants, les tortures monstrueuses qu'elle a souffertes, la terreur, l'incertitude et l'amitié dans les prisons libyennes, ses trois peines de mort et le fait de s'en échapper.

## Contenu violent
Tous les accusés dans l'affaire prétendent avoir été torturés. Dans les chapitres Le Tapis rouge, L'Enfer en moi et Les condamnés à mort arrivent, Tchervényachka décrit en détail des dizaines de méthodes de torture différentes, notamment la noyade, la rouée de coups, la pendaison, les attaques de chiens et bien d'autres encore. Elle a également été soumise à des violences psychologiques telles que l'infection simulée avec le virus du VIH et les exécutions d'autres prisonniers à proximité de sa cellule.

## Publications
Le livre a été publié pour la première fois en Bulgarie le 20 novembre 2009 par Hermes Livres avec le titre Записки от ада: Ужасите в либискийските затвори (Notes de l'enfer : l'horreur des prisons libyennes). Le 2 décembre 2009, il a été présenté par l'ancien ministre des Affaires étrangères de Bulgarie, Solomon Passi, qui a travaillé activement pour la libération des professionnels de santé détenus.
En mars 2010, Notes de l'enfer a été publié en Afrique du Sud par 30° South Publishers sous le titre Notes de l'enfer : une infirmière bulgare en Libye.
Notes de l'enfer a été émis comme livre numérique par 30° South Publishers en 2011. Trois ans plus tard, il a été publié à nouveau en bulgare et en anglais par NY Creative and Publishing.
En 2017, marquant le dixième anniversaire de la libération des infirmières bulgares, une édition française est publiée avec une couverture différente et un nouveau sous-titre : Notes de l'enfer : une histoire vraie.

## Réception critique
Le livre a reçu des critiques positives en Bulgarie, le pays dont Tchervényachka est originaire. Un journaliste du journal Standart l'a qualifié en tant qu'« un sujet de discussion important ». Un autre journal, Telegraphe, a fait l'éloge de l'ouvrage en tant qu'« une des confessions les plus émouvantes et révélatrices ». La journaliste de télévision Ani Tzolova l'a qualifié d'« histoire puissante ».
En Afrique du Sud, Notes de l'enfer a également reçu une appréciation positive de la part des critiques. Selon Michelle Bristow-Bovey de Cape Times, Notes de l'enfer narre plus d'une décennie de torture, de cruauté et de désespoir. Ce récit intime est relayé par l'honnêteté et l'émotion crues. Un regard froid et sobre sur certaines des injustices de la vie. Dries Brunt de Citizen affirme que « ... cette histoire montre la brutalité sous sa forme la plus extrême, un acte volontaire d'injustice cruelle pour laquelle le gouvernement libyen est accusé. Lire ce livre vous fera craquer ».
L'édition en ligne a reçu d'excellents commentaires. « Une histoire effrayante bien racontée, Notes de l'enfer va remuer toutes les émotions que vous avez en vous. Vous n'allez pas passer à autre chose et oublier ce livre pendant très longtemps, si jamais », dit Bil Howard du Readers' Favorite, en donnant au livre 5 étoiles sur 5.